# Лейн, Генри
Генри Смит Лейн (англ. Henry Smith Lane; 24 февраля 1811 — 19 июня 1881) — американский политик, член Палаты представителей США (1840—1843), губернатор Индианы (1861) и сенатор от этого штата (1861—1867). Занимал должность губернатора всего два дня, так как изначально планировал уйти в отставку, если его партия возьмёт под контроль Законодательное собрание Индианы и изберёт его в Сенат США (тогда сенаторы не избирались народным голосованием). Лейн был известен как противник рабства, хотя будучи членом партии вигов до её распада, поддерживал компромисс с югом. Политик стал одним из лидеров Республиканской партии и сыграл важную роль в её становлении в Индиане (будучи одним из лидеров Народной партии). В 1860 году он помог Аврааму Линкольну стать кандидатов на пост президента от республиканцев. Во время гражданской войны он был сторонником Союза и поддерживал военные действия против Конфедерации.